# Мала-Домаша
Мала-Домаша (словац. Malá Domaša) — село и одноимённая община в округе Вранов-над-Топлёу Прешовского края Словакии.

## История
Впервые упоминается в 1317 году.
В селе есть римо-католический костёл с 1742 года в стиле барокко, перестроенный в начале XX века.

## Население
| Год:                | 1994 | 2004     | 2014     | 2024     |
| ------------------- | ---- | -------- | -------- | -------- |
| Количество человек: | 409  | 451      | 508      | 706      |
| Разница:            |      | +10,26 % | +12,63 % | +38,97 % |

Национальный состав населения (по данным последней переписи населения 2001 года):
- словаки — 99,56 %,
- украинцы — 0,22 %.

Состав населения по принадлежности к религии по состоянию на 2001 год:
- римо-католики — 89,56 %,
- греко-католики — 7,78 %,
- протестанты — 0,22 %,
- православные — 0,22 %,
- не считают себя верующими или не принадлежат к одной конфессии — 0,88 %.